# Live Is Life (film)
Live Is Life è un film del 2022 diretto da Dani de la Torre. 

## Trama
Nell'estate del 1985 Rodri dalla Catalogna ritorna nel suo paese in Galizia dove ritrova gli amici del posto dove questa volta i problemi della vita reale affliggeranno le loro avventure.

## Distribuzione
Il film è stato distribuito sulla piattaforma Netflix dal 3 giugno 2022.